# Reserva Natural de Mahu-Rannametsa
A Reserva Natural de Mahu-Rannametsa é uma reserva natural localizada no condado de Lääne-Viru, na Estónia.
A área da reserva natural é de 413 hectares.
A área protegida foi fundada em 2006 para proteger tipos de habitat valiosos e espécies ameaçadas em Mahu, Pärna e na aldeia de Unukse (todas as localidades na antiga freguesia de Viru-Nigula).